# Fuente de los Galápagos
La fuente de los Galápagos o fuente de Isabel II es una fuente monumental ubicada en el parque del Retiro de la ciudad española de Madrid. Inaugurada en 1832, en principio estuvo en la red de San Luis, en la Gran Vía. Se alimentaba por el viaje de la Castellana.

## Historia

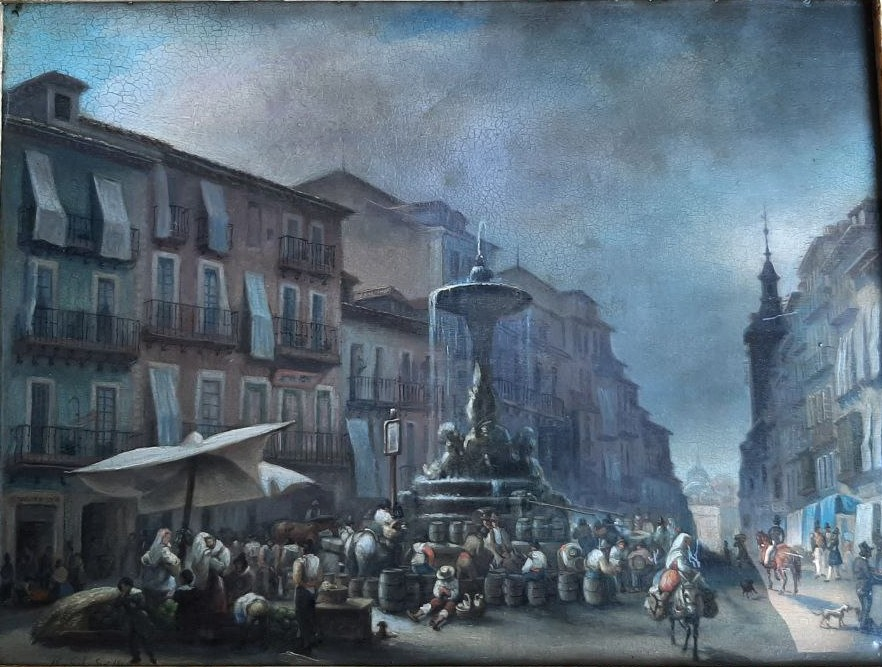
Óleo sobre cobre de Ramón Gil Rey, firmado y fechado en septiembre de 1840. Colección particular.

Diferentes estudios proponen que fue encargada para conmemorar distintos eventos relacionados con la que sería la reina Isabel II: bien la jura como princesa de Asturias, bien su nacimiento o bien su primer cumpleaños. La fuente fue diseñada por el arquitecto Francisco Javier de Marietegui, con esculturas de granito y piedra caliza talladas por José Tomás.
La fuente no tenía solo carácter conmemorativo y ornamental, sino que servía para el abastecimiento de agua, para lo cual en 1839 estaban autorizados diecisiete aguadores. El caudal de sus nueve caños era de doce reales de vellón de agua (el caudal se medía entonces calculando la cantidad de agua que manaba por una cañería con un diámetro de un real).
Tras la inauguración en 1858 del canal de Isabel II la fuente dejó poco a poco de tener función utilitaria y, dado su tamaño, en 1865 se propuso su traslado a la plaza de Santa Ana, sin llegar a hacerse realidad.

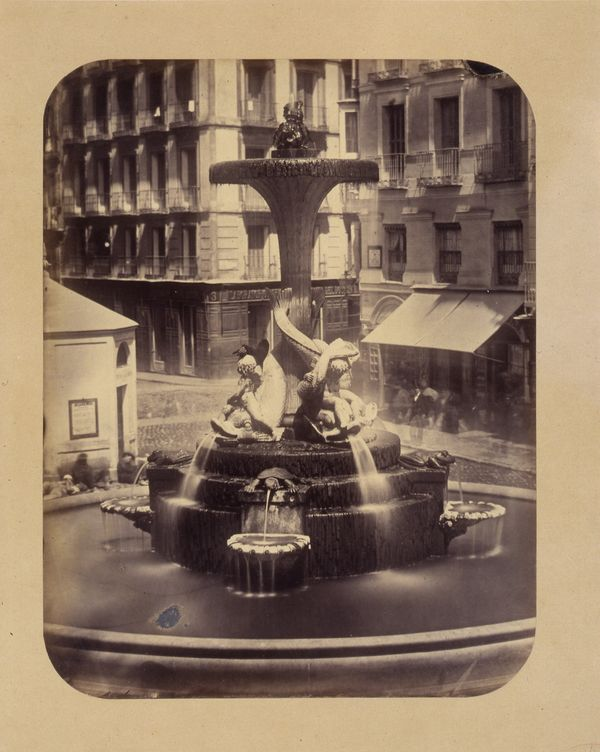
Fotografía de Alfonso Begué en 1864, cuando aún estaba en la Red de San Luis.

En 1879, el director de Fontanería y Alcantarillado del Ayuntamiento, José Urioste, decidió llevarla a la glorieta de Nicaragua del parque del Retiro, cerca de la puerta de Alcalá y del Estanque Grande.

## Descripción

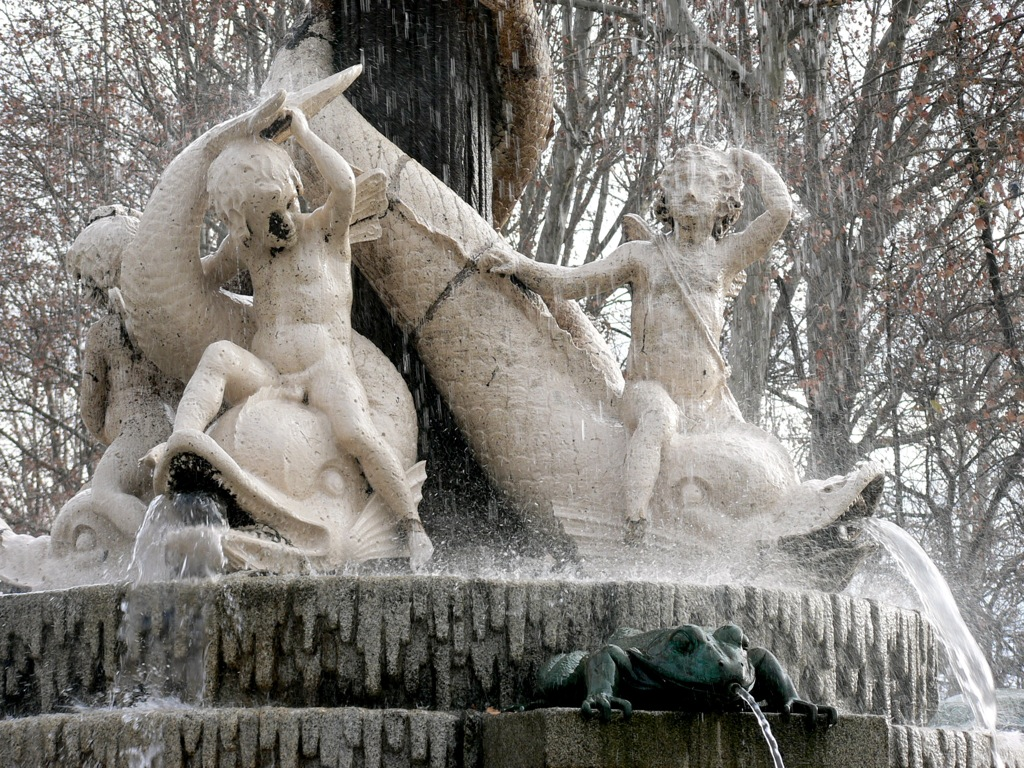
Detalle del grupo escultórico.

Está compuesta por un surtidor superior en forma de caracola situado sobre una taza que a su vez se apoya en una columna en forma de palmera recubierta de hojas. A sus pies hay cuatro niños montados sobre otros tantos delfines de cuyas bocas surge el agua que, tras salvar dos gradas, recubiertas de vegetación, cae en el vaso inferior. Al nivel de la segunda de estas gradas hay otros cuatro surtidores que vierten su agua sobre unas conchas y posteriormente al vaso inferior. Estos cuatro surtidores representan dos ranas y dos galápagos, que le han dado su nombre popular. La fuente está rodeada de un pequeño parterre con flores de temporada y un seto de boj.